# It's a Miracle
"It's a Miracle" é o quinto e último single da banda de new wave Culture Club para o álbum de 1983 Colour by Numbers. A canção tornou-se o sexto hit top cinco na UK Singles Chart, chegando ao número quatro. Alcançou o número trinta na Billboard Hot 100 e o top cinco no Canadá. Foi o primeiro lançamento da banda a perder o Top 10 nos Estados Unidos; entretanto, a canção continuou recebendo considerável boa avaliação durante o verão de 1984. Chegou ao número oito no U.S. Adult Contemporary chart.